# Slids
En slids er en (eller to spalter) i stoffet fra underkanten bag på en jakke eller en nederdel. De øger bevægeligheden.
Slidser i en ridejakker gør ridning nemmere. Slidser findes også i sportsjakker, formelle jakker som diplomatfrakker, jaketter, kjolejakker og overfrakker. I dag findes tre typer slidser: 
- enkeltslids (en slids i midten eller omkring 3 cm til højre),

- dobbeltslids (en slids i hver side) og

- jakker helt uden slidser.

Slidser er praktiske, når man skal sidde ned eller til lommerne. De får også en jakke til at sidde bedre. Enkeltslidsede jakker forbindes særligt med italiensk skrædderi, mens dobbeltslidsede jakker forbindes med britisk. Men det gælder dog ikke for smokingjakker; de er typisk uden slidser. En dobbeltradet jakke har altid to slidser, mens enkeltradede jakker både kan have én eller to slidser (eller slet ingen). Sportsjakker har typisk to slidser.
Stramme nederdele har slidser for at gøre det muligt at bevæge sig og sidde. Slidser kan bruges for at skabe en særlig stil eller vise mere af benene. Typisk sidder slidsen på nederdele bagpå og kan være i forskellig længde, men kan også sidde rundt i kanten.